# Rydberg-Formel

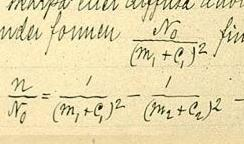
Die Rydberg-Formel in einem Manuskript von Johannes Rydberg

Die Rydberg-Formel (auch Rydberg-Ritz-Formel) wird in der Atomphysik benutzt, um das  Linienspektrum des vom Wasserstoff emittierten Lichtes zu bestimmen. Sie zeigt, dass die Bindungsenergie des Elektrons im Wasserstoffatom umgekehrt proportional zum Quadrat der Hauptquantenzahl ist.
Die Formel wurde am 5. November 1888 vom schwedischen Physiker Johannes Rydberg vorgestellt; auch Walter Ritz arbeitete an ihr.
Korrekturen aufgrund von Drehimpulsen oder relativistischen Effekten werden in der Rydberg-Formel nicht berücksichtigt. Später wurde sie erweitert, um das Spektrum anderer Elemente zu bestimmen (s. u. Erweiterungen).

## Rydberg-Formel für Wasserstoff

### Formulierung
Die Rydberg-Formel lautet:
{\displaystyle {\frac {1}{\lambda _{\mathrm {vac} }}}=R_{\infty }\left({\frac {1}{n_{1}^{2}}}-{\frac {1}{n_{2}^{2}}}\right)}
Dabei sind
- {\displaystyle \lambda _{\mathrm {vac} }} die Wellenlänge des Lichts im Vakuum
- {\displaystyle R} die Rydberg-Konstante für das betrachtete Wasserstoff-Isotop: {\displaystyle R={\tfrac {R_{\infty }}{1+{\frac {m_{\mathrm {e} }}{M}}}}} mit
  - {\displaystyle M} die Kernmasse des vorliegenden Wasserstoff-Isotops
  - {\displaystyle m_{\mathrm {e} }} die Masse des Elektrons
  - {\displaystyle R_{\infty }} die Rydberg-Konstante für unendliche Kernmasse. Da

{\displaystyle {\begin{aligned}m_{\mathrm {e} }\,&\ll M\\[4pt]\Rightarrow {\frac {m_{\mathrm {e} }}{M}}&\ll 1\quad (\mathrm {Quotient} \approx {\tfrac {1}{1835}}\mathrm {\;bei\;leichtem\;Wasserstoff,\;} {\tfrac {1}{3670}}\mathrm {\;bei\;Deuterium\;und\;} {\tfrac {1}{5497}}\mathrm {\;bei\;Tritium} )\\\Rightarrow 1+{\frac {m_{\mathrm {e} }}{M}}&\approx 1\\[4pt]\Rightarrow R\;&\approx R_{\infty }\end{aligned}}}
- {\displaystyle n_{1}} und {\displaystyle n_{2}} ganzzahlige Werte der Hauptquantenzahl (mit {\displaystyle n_{1}<n_{2}}): {\displaystyle n_{2}} ist die Quantenzahl des Orbits, von dem aus das Elektron in den tiefer gelegenen Orbit {\displaystyle n_{1}} übergeht – also etwa vom dritten Orbit {\displaystyle n_{2}=3} in den zweiten {\displaystyle n_{1}=2} (siehe Bohrsches Atommodell).

### Energie
Für die Energie des emittierten Photons gilt:
{\displaystyle E={\frac {1}{\lambda _{\mathrm {vac} }}}\cdot c\cdot h}
mit
- Lichtgeschwindigkeit {\displaystyle c} im Vakuum
- Planckscher Konstante {\displaystyle h}.

Entsprechend gilt für die Energiestufen der beiden o. g. Orbits im Atom (siehe Rydberg-Energie):
{\displaystyle E_{1}={\frac {R}{n_{1}^{2}}}\cdot c\cdot h}
{\displaystyle E_{2}={\frac {R}{n_{2}^{2}}}\cdot c\cdot h}.
Mit {\displaystyle n_{1}<n_{2}} folgt daraus:
{\displaystyle \Rightarrow E_{1}>E_{2}}.
Nachdem die Bedeutung der Hauptquantenzahl {\displaystyle n} im Term {\displaystyle {\tfrac {R}{n^{2}}}} für die Energieniveaus erkannt worden war, bürgerten sich die Begriffe Termsymbol und Termschema für damit zusammenhängende Werkzeuge ein.

### Spektrallinien-Serien

Energieniveaus des Wasserstoffatoms mit nach Serien geordneten Übergängen

Mit {\displaystyle n_{1}=1} (Grundzustand) und {\displaystyle n_{2}\in (2...\infty )} erhält man eine Serie von Spektrallinien, die auch Lyman-Serie genannt wird. Der erste Übergang der Serie hat eine Wellenlänge von 121 nm, die Seriengrenze liegt bei 91 nm. Analog ergeben sich die anderen Serien:
| {\displaystyle n_{1}} | {\displaystyle n_{2}} | Name            | Wellenlänge                    | Wellenlänge                 |
| {\displaystyle n_{1}} | {\displaystyle n_{2}} | Name            | des ersten Übergangs (α-Linie) | konvergiert gegen Grenzwert |
| --------------------- | --------------------- | --------------- | ------------------------------ | --------------------------- |
| 01                    | 2 bis ∞               | Lyman-Serie     | 121 nm                         | 91,13 nm                    |
| 02                    | 3 bis ∞               | Balmer-Serie    | 656 nm                         | 364,51 nm                   |
| 03                    | 4 bis ∞               | Paschen-Serie   | 1.874 nm                       | 820,14 nm                   |
| 04                    | 5 bis ∞               | Brackett-Serie  | 4.051 nm                       | 1458,03 nm                  |
| 05                    | 6 bis ∞               | Pfund-Serie     | 7.456 nm                       | 2278,17 nm                  |
| 06                    | 7 bis ∞               | Humphreys-Serie | 12.365 nm                      | 3280,56 nm                  |

## Erweiterungen

### Für wasserstoffähnliche Atome
Für wasserstoffähnliche Ionen, d. h. Ionen, die nur ein einziges Elektron besitzen, wie z. B. 2He+, 3Li2+, 4Be3+ oder 11Na10+, lässt sich obige Formel erweitern zu:
{\displaystyle {\frac {1}{\lambda _{\mathrm {vac} }}}=Z^{2}\cdot R_{\infty }\left({\frac {1}{{n'}_{1}^{2}}}-{\frac {1}{{n'}_{2}^{2}}}\right)}
mit
- der Kernladungszahl {\displaystyle Z}, d. h. der Anzahl der Protonen im Atomkern
- die um den Quantendefekt {\displaystyle \delta _{n}} korrigierten effektiven Hauptquantenzahlen {\displaystyle n'_{i}=n_{i}-\delta _{n}}.

### Für Atome mit einem Valenzelektron
Eine weitere Verallgemeinerung auf die Lichtemission von Atomen, die in ihrer äußersten Schale ein einzelnes Elektron besitzen, darunter aber evtl. weitere Elektronen in abgeschlossenen Schalen, führt zum Moseleyschen Gesetz.